# Vanessa Mark
Vanessa Mark (2 de marzo de 1996) es una deportista alemana que compite en bobsleigh. Ganó una medalla de oro en el Campeonato Mundial de Bobsleigh de 2024, en la prueba doble.

## Palmarés internacional
| Campeonato Mundial | Campeonato Mundial    | Campeonato Mundial | Campeonato Mundial |
| Año                | Lugar                 | Medalla            | Prueba             |
| ------------------ | --------------------- | ------------------ | ------------------ |
| 2024               | Winterberg (Alemania) | Medalla de oro     | Doble              |